# Metopsia
Metopsia — род стафилинид из подсемейства Proteininae.

## Описание
Темя по середине с глазком. Боковой край лба над усиками расширен в лопасть, отделённую вырезкой от наличника. Переднеспинка с продольной срединной бороздкой.

## Систематика
К роду относятся:
- вид: Metopsia ampliata Wollaston, 1854
- вид: Metopsia assingi Zerche, 1998
- вид: Metopsia canariensis Zerche, 1998
- вид: Metopsia cimicoides Wollaston, 1864
- вид: Metopsia clypeata (P.W. J.Müller, 1821)
- вид: Metopsia elytrata Zerche, 1998
- вид: Metopsia feloi Zerche, 1998
- вид: Metopsia gomerensis (Franz, 1986)
- вид: Metopsia neglecta Zerche, 1998
- вид: Metopsia palmensis (Franz, 1986)
- вид: Metopsia similis Zerche, 1998